# Bruce Glover

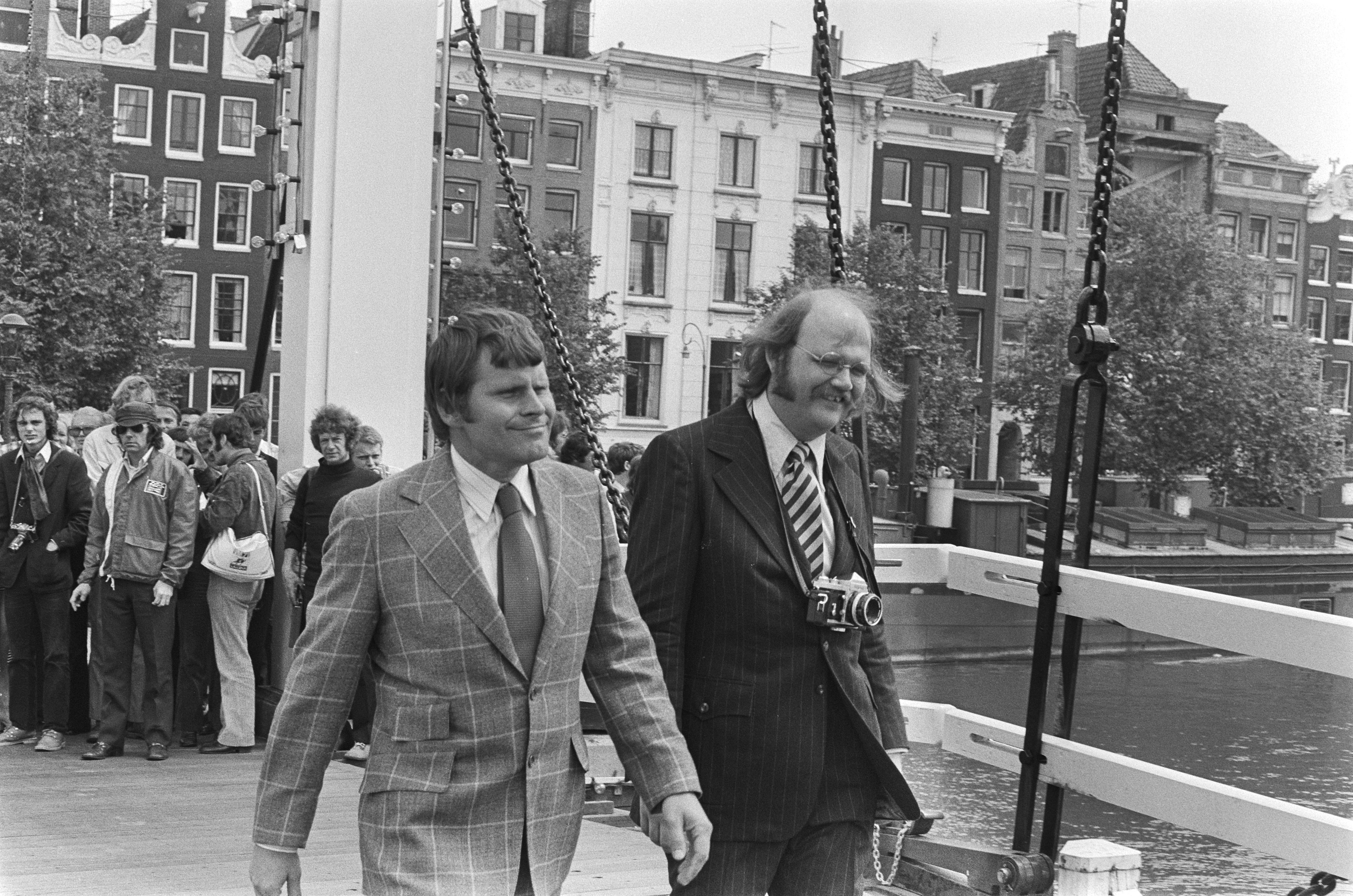
Bruce Glover (links) als Mr. Wint und Putter Smith als Mr. Kidd bei den Dreharbeiten für den James-Bond-Film Diamantenfieber, 1971

Bruce Glover (* 2. Mai 1932 in Chicago, Illinois; † 12. März 2025) war ein US-amerikanischer Schauspieler. Er verkörperte den Handlanger Mr. Wint in dem James-Bond-Film Diamantenfieber.

## Leben und Karriere
Nach seinem Dienst in der US-Armee war Glover zunächst als Bühnenschauspieler tätig, bevor in den späten 1950er Jahren zum Fernsehen kam und zunächst in verschiedenen Serien auftrat. Sein Kinodenbüt gab er 1959 in einer kleinen Nebenrolle in der Komödie Never Steal Anything Small neben James Cagney.
Insbesondere zwischen den 1960er- und den 1980er-Jahren spielte Glover eine Vielzahl an Gastrollen in bekannten Fernsehserien, wodurch er dem amerikanischen Fernsehpublikum zu einem bekannten Gesicht wurde. In der Anwaltsserie Hawk (1966) mit Burt Reynolds war er in der Rolle des Kanzleiassistenten Murray Slaken einer der Hauptdarsteller. 
Im Kino wurde Glover meist als Fiesling oder Bösewicht besetzt, darunter wohl am bekanntesten als homosexueller Auftragskiller Mr. Wint in James Bond 007 – Diamantenfieber aus dem Jahr 1971 (an seiner Seite in Diamantenfieber agierte Putter Smith als Wints Kollege Mr. Kidd). Weitere Filmrollen hatte er anschließend als Nebendarsteller in dem Actionfilm Der Große aus dem Dunkeln (1973), Roman Polańskis Thriller Chinatown (1974) und Walter Hills Actiondrama Ein stahlharter Mann (1975). Glover arbeitete bis ins hohe Alter als Schauspieler, sein Schaffen umfasst mehr als 100 Film- und Fernsehproduktionen bis zum Jahr 2021. Darüber hinaus gab er Schauspielunterricht.
Glover war bis zu ihrem Tod 2016 mit der Schauspielerin und Tänzerin Betty Krachey verheiratet. Ihr gemeinsamer Sohn Crispin Glover ist auch als Schauspieler aktiv. Er starb am 12. März 2025 im Alter von 92 Jahren.

## Filmografie (Auswahl)
- 1959: Never Steal Anything Small
- 1961: Wagen 54, bitte melden (Car 54, Where Are You?, Fernsehserie, Folge 1x04)
- 1963: Route 66 (Fernsehserie, 2 Folgen)
- 1965: Frankenstein Meets the Spacemonster
- 1965: Perry Mason (Fernsehserie, Folge 9x14)
- 1966: Mein Onkel vom Mars (My Favorite Martian, Fernsehserie, Folge 3x17)
- 1966: New York Expreß (Blindfold)
- 1967/1969: Die Spur des Jim Sonnett (The Guns of Will Sonnett, Fernsehserie, 2 Folgen)
- 1968: Thomas Crown ist nicht zu fassen (The Thomas Crown Affair)
- 1968: Big Valley (The Big Valley, Fernsehserie, Folge 4x12)
- 1969/972: Rauchende Colts (Gunsmoke, Fernsehserie, 2 Folgen)
- 1970: Bonanza (Fernsehserie, Folge 11x27 Hoss und die Bankräuber)
- 1970: Höllenengel und Company (C.C. and Company)
- 1970: Kobra, übernehmen Sie (Mission: Impossible, Fernsehserie, 2 Folgen)
- 1971: Cowboy John – Der letzte Held im Wilden Westen (Scandalous John)
- 1971: Denkt bloß nicht, daß wir heulen (Bless the Beasts and Children)
- 1971: Ohne Furcht und Sattel (Bearcats!, Fernsehserie, Folge 1x08)
- 1971: James Bond 007 – Diamantenfieber (Diamonds Are Forever)
- 1972: Visum für die Hölle (Black Gunn)
- 1973: Der Große aus dem Dunkeln (Walking Tall)
- 1973: Ein Kamel im Wilden Westen (One Little Indian)
- 1974: Chinatown
- 1974–1978: Der Sechs-Millionen-Dollar-Mann (The Six Million Dollar Man, Fernsehserie, 4 Folgen)
- 1975: Ein stahlharter Mann (Hard Times)
- 1975: Der Große aus dem Dunkeln, Teil 2 – Allein gegen Korruption (Walking Tall Part 2)
- 1975–1976: Bumpers Revier (The Blue Knight, Fernsehserie, 3 Folgen)
- 1976: Die knallharten Fünf (S.W.A.T., Fernsehserie, Folge 2x17)
- 1976: Kiss Me, Kill Me (Fernsehfilm)
- 1976: Kojak – Einsatz in Manhattan (Kojak, Fernsehserie, Folge 4x03)
- 1976: Die Zwei mit dem Dreh (Switch, Fernsehserie, 2 Folgen)
- 1976/1977: Die Straßen von San Francisco (The Streets of San Francisco, Fernsehserie, 2 Folgen)
- 1977: Der Große aus dem Dunkeln, Teil 3 (Walking Tall: Final Chapter)
- 1977: Stunts – Das Geschäft mit dem eigenen Leben (Stunts)
- 1977–1979: CHiPs (Fernsehserie, 3 Folgen)
- 1978: Kampfstern Galactica (Battlestar Galactica, Fernsehserie, Folge 1x09 Der Gegenangriff)
- 1980: Vegas (Vega$, Fernsehserie, Folge 2x13)
- 1981: Hart aber herzlich (Hart to Hart, Fernsehserie, Folge 3x05)
- 1983: Ein Duke kommt selten allein (The Dukes of Hazzard, Fernsehserie, Folge 6x08)
- 1983: Chicago Cop (The Big Score)
- 1984: T. J. Hooker (Fernsehserie, Folge 3x20)
- 1985: Das A-Team (The A-Team, Fernsehserie, Folge 3x23 Original oder Fälschung)
- 1986: Hunter's Blood – Gehetzt, gejagt, getötet (Hunter’s Blood)
- 1987: Big Bad Mama 2 (Big Bad Mama II)
- 1988: Ghost Town
- 1989: Tödliches Versteck (Hider in the House)
- 1989: Horde des Schreckens (Kill Crazy)
- 1990: Mord ist ihr Hobby (Murder, She Wrote, Fernsehserie, Folge 6x13 Der kleine Kevin)
- 1991: Skinner – lebend gehäutet (Popcorn)
- 1991: Raw Deal (Chaindance)
- 1993: Warlock – Satans Sohn kehrt zurück (Warlock: The Armageddon)
- 1995: Der Pakt mit dem Dämon (Night of the Scarecrow)
- 1998: Spoiler – Verdammt im Eis (Spoiler)
- 1998: Die Hard Dracula
- 2001: Ghost World
- 2006: Simon Says
- 2010: Six Days in Paradise
- 2015: Hiszpanka
- 2021: An Approximation of their Barbarous Manners (Kurzfilm)